# اش پاور
اش پاور (انگلیسی: Ash Power؛ زادهٔ ۲۰ ژانویهٔ ۱۹۵۷) فرد نظامی اهل استرالیا است. وی همچنین برندهٔ جوایزی همچون نشان استرالیا شده‌است.